# Depot von Griefstedt
Das Depot von Griefstedt (auch Hortfund von Griefstedt) ist ein Depotfund der frühbronzezeitlichen Aunjetitzer Kultur (2300–1550 v. Chr.) aus Griefstedt im Landkreis Sömmerda (Thüringen). Das Depot befindet sich heute im Landesmuseum für Vorgeschichte in Halle (Saale).

## Fundgeschichte
Das Depot wurde um 1934 1,2 km südöstlich von Griefstedt gefunden. Die genauen Fundumstände sind unbekannt.

## Zusammensetzung
Das Depot besteht aus sechs Bronzegegenständen: zwei Thüringer Ringe mit Stollenenden, eine geschlossene lange Armmanschette mit Querrippendekor, ein unverziertes Randleistenbeil sowie zwei Randleistenbeile mit gekerbten Randleisten und einem Dekor aus Tannenzweigmustern und unregelmäßig gepunzten Ovalbögen. Die verzierten Beile sind mit einer Länge von etwa 21,5 cm übergroß gefertigt. Ihre Verzierung imitiert, teilweise unbeholfen, fremdländische Motive.